# Long short-term memory

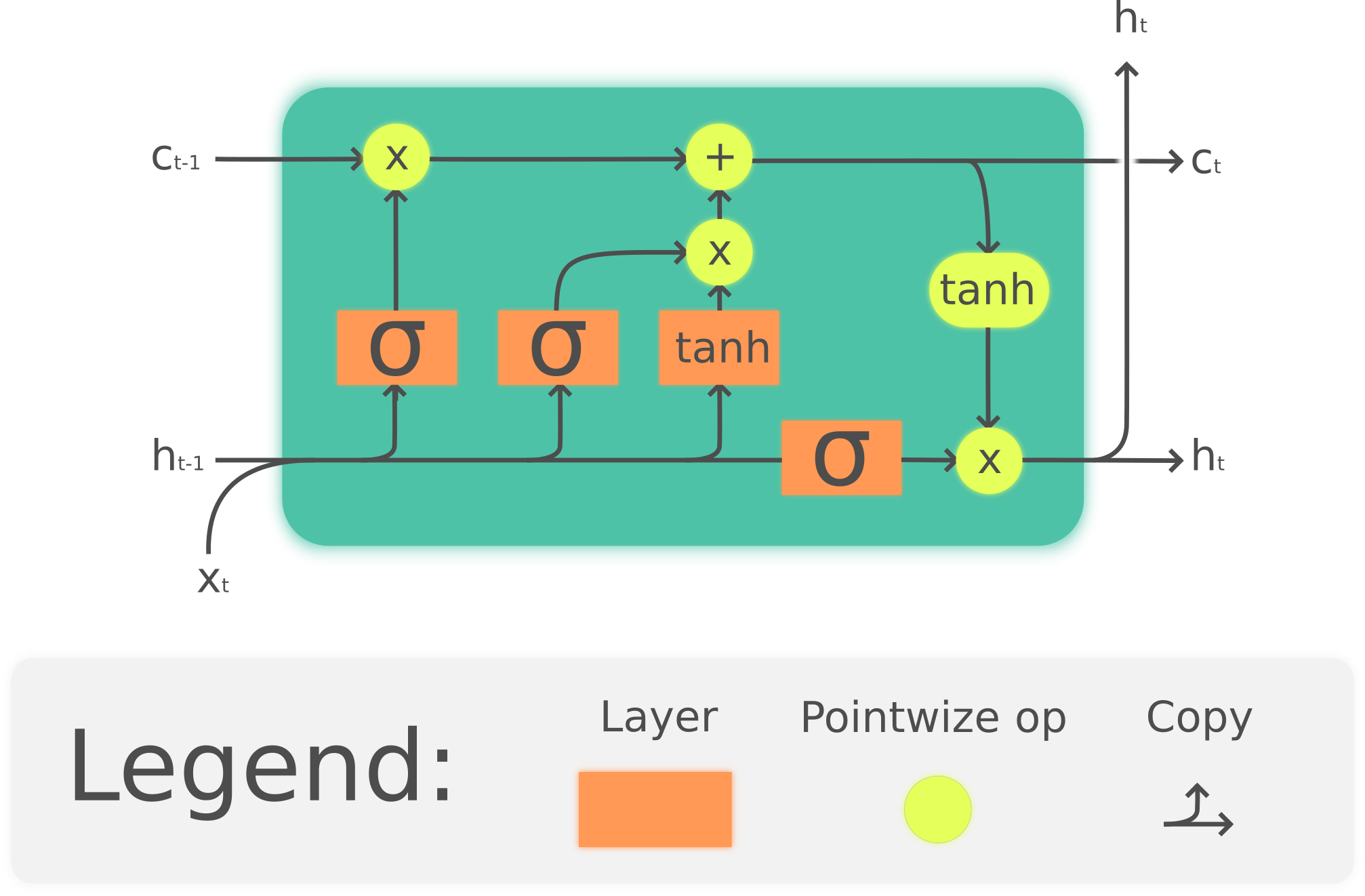
FIg.1 Unitat bàsica LSTM

Fiag.2 Xarxa LSTM

Long short-term memory (amb acrònim anglès LSTM) és una tècnica per a millorar el desenvolupament de la intel·ligència artificial formada per xarxes neuronals recurrents (RNN). La unitat bàsica LSTM està formada per una cèl·lula de memòria, una porta d'entrada, una porta de sortida i una porta d'oblit. S'apliquen en els camps de la classificació i predicció estadística sobre un conjunt de dades temporals. LSTM van ser proposats per Sepp Hochreiter i Jürgen Schmidhuber l'any 1997 i millorats per Felix Gers el 2000. Empreses com Google (home), Apple (siri), Amazon (alexa) i Microsoft empren LSTM com a component fonamental en els seus motors de reconeixement de la parla.

## Aplicacions
Control robòtic, predicció de dades temporals, reconeixement de la parla, aprenentatge de ritmes, composició musical, aprenentatge gramatical, reconeixement cal·ligràfic...